# 亞斯納波利亞納 (瓦西里夫卡區)
47°22′48″N 35°7′15″E / 47.38000°N 35.12083°E
亞斯納波利亞納（烏克蘭語：Ясна Поляна）是位於烏克蘭東南部的村莊，由扎波羅熱州瓦西里夫卡區的小比洛澤爾卡市鎮負責管轄。該村始建於1795年，面積0.03平方公里，海拔高度87米，2001年人口88，人口密度每平方公里3,034.5人。